# Apache Solr
Solr（ソーラー）は、オープンソースの全文検索システム。Apacheソフトウェア財団のLuceneプロジェクトのサブプロジェクトとして開発されている。

## 概要
全文検索エンジンライブラリLuceneをベースに、管理画面やキャッシュ機構を取り入れたアプリケーション。
機能上の特徴は、検索結果にファセットと呼ばれる検索結果を特定の軸でクラスタリング、それぞれの件数情報を付加することができること。商用の検索エンジンでもこの機能があるものは少ない。
構造上の特徴は、内部はいくつかのコンポーネントに分かれ、各所にプラグイン機構を持っているため拡張性に優れる、また、さまざまなキャッシュを持つことからより多くの検索クエリを捌けるようになっていること。
なお、v1.3になって追加されたDataImportHandler (DIH) という追加機能（contribに収録）を使うと、OracleをはじめPostgreSQLなどのデータベースから、JDBCを通じて直接、（検索したい）文書データを取り込む機能が備わり、より便利になった。

## 開発
2007年01月にインキュベータレベル（プロジェクトがひとり立ちして運営できるように支援されるレベル）から卒業し、現在はLuceneのサブプロジェクトとして活動を行っている。
2007年6月6日(水)にv1.2が公開され、現在は2008年9月17日(水)に公開されたv1.3より日本人もコミッタとして参加、2バイト文字対応や半角カナへの対応などが積極的に進められている。

## リリース
| バージョン | 日付       |
| ---------- | ---------- |
| 1.1.0      | 2006-12-22 |
| 1.2        | 2007-06-06 |
| 1.3.0      | 2008-09-16 |
| 1.4.0      | 2009-11-10 |
| 3.1.0      | 2011-03-31 |
| 4.0.0      | 2012-10-12 |
| 5.0.0      | 2015-02-20 |
| 6.0.0      | 2016-04-08 |
| 7.0.0      | 2017-09-20 |
| 7.7.1      | 2019-03-01 |
| 8.0.0      | 2019-03-14 |
| 9.0.0      | 2022-05-12 |

## 事例
日本国外では小中規模のニュースサイトだけでなく、超大規模なソーシャルニュースサイトDiggや、インターネットアーカイブなどで利用されている。IBM WatsonのRetrieve and RankやMicrosoft AzureのLog Analytics、SAPのHybrisやSalesforceの検索機能など大手ベンダーも利用している。日本国内ではSHOOTIにおいて約2億のWebページのインデキシングに利用されている。
- アスベル : VMwareで動く 仮想化検索アプライアンス
- FileBlog : Windowsファイルサーバ向け、Web文書共有・検索・属性管理システム
- RONDHUIT Solrサブスクリプション : Lucene/Solrプロジェクトの日本人コミッタが起業したロンウイット社が提供するSolrのサポートと日本語関連追加機能を実装したパッケージ
- SMART/InSight G2 Open : スマートインサイト社のサーチアプリケーション。Solrを使い複数のデータベースやファイルサーバ、Webなどを統合し、検索することができる。また結果もグラフィックで表示され、絞り込み検索で目的とする情報を検索する。
- Neuron : ブレインズテクノロジー社のエンタープライズサーチ。Solrベースで企業内文書の高速検索に対応。
- Next-L Enju : オープンソース統合図書館システム。全文検索エンジンにSolrを使用している。